# John C. Frémont

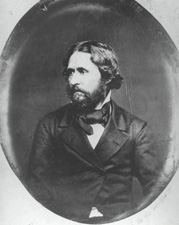
John C. Frémont

John Charles Frémont (* 21. Januar 1813 in Savannah, Georgia; † 13. Juli 1890 in New York City, New York) war ein US-amerikanischer Entdecker, Generalmajor und Politiker. Zwischen 1841 und 1853 führte er insgesamt fünf Vermessungsexpeditionen durch, die zu den wichtigsten Expeditionen des 19. Jahrhunderts zur Erforschung des amerikanischen Westens gehörten und ihm den Namen The Pathfinder einbrachten; sein offizielles botanisches Autorenkürzel lautet „Frém.“ Frémonts Verdienste als Entdecker liegen vor allem in der Erforschung des Gebirgsteils der Vereinigten Staaten sowie günstiger Überlandwege, die später von der Eisenbahn oder als Trails genutzt wurden und werden.
In diesem Zeitraum betätigte er sich auch zum ersten Mal in der Armee und war zwischen 1846 und 1847 während des Mexikanisch-Amerikanischen Kriegs als Oberstleutnant bzw. Major unter dem Kommando von Commodore Stockton maßgeblich für die Eroberung Kaliforniens verantwortlich. 1850 wurde Frémont als Mitglied der Demokratischen Partei neben William M. Gwin zum ersten Senator des neuen Staates gewählt und vertrat diesen bis 1851 im Kongress. 1856 trat er aufgrund seiner eindeutigen Ablehnung der Sklaverei der 1854 gegründeten Republikanischen Partei bei und kandidierte bei den folgenden Präsidentschaftswahlen erfolglos als erster Republikaner gegen James Buchanan.
1861 wurde Frémont von Abraham Lincoln zum Generalmajor im Amerikanischen Bürgerkrieg ernannt, aber wegen eines unabgesprochenen Emanzipationsedikts für konföderierte Sklaven noch im selben Jahr entlassen und erhielt danach kein Kommando mehr, bevor er 1864 aus der Armee ausschied. 1878 wurde er, in finanziellen Schwierigkeiten befindlich und auf die Einnahmen der Publikationen seiner bekannten Frau Jessie Frémont angewiesen, ehrenhalber zum Gouverneur des Arizona-Territoriums ernannt, wovon er 1881 zurücktreten musste, da er sich kaum dort aufhielt.

## Leben
John C. Frémont wurde als uneheliches Kind unter dem Namen John Charles Fremon geboren.
Ab 1838 war er in der US Army als topografischer Ingenieur tätig, und vermaß von 1838 bis 1839 in Begleitung des französischen Geographen Joseph Nicollet das Gebiet zwischen den Flüssen Mississippi und Missouri. 1841 heiratete Frémont heimlich Jessie Benton, die Tochter des US-Senators aus Missouri, Thomas Hart Benton. Danach erhielt er vom US-Kriegsministerium den Auftrag, die Rocky Mountains zu erkunden.
Mit seiner Mannschaft mit den prominenten Trappern Kit Carson und Thomas Fitzpatrick als Führern, gelang es ihm, vom Mai bis Oktober 1842 den South Pass des Gebirges zu erreichen, dessen Lage und die weiterer Punkte zu bestimmen und so den wichtigsten Verkehrsweg der Rocky Mountains in der Mitte des 19. Jahrhunderts festzustellen, an dem sich alle Handels- und Siedlerwege (Oregon Trail, California Trail und Mormon Trail) bündelten.
Auf einer zweiten Expedition nach Oregon überschritt er die Rocky Mountains weiter nördlich und berichtete über den großen Salzsee von Utah. Er stellte dabei fest, dass der Green River nicht, wie bis dahin angenommen, dem Großen Salzsee entspringt. Zwischen 1843 und 1844 durchforschte er mit 25 Mann, schlecht ausgerüstet, neun Monate lang durch Schnee und Eis Oberkalifornien, die Sierra Nevada und die Ebene des Sacramento-Tals. Erst seine Expedition erkannte die Geographie des Landes westlich der Rocky Mountains im Zusammenhang und räumte mit Irrtümern auf. So stellte er fest, dass es keinen großen Fluss von den zentralen Rockies zum Pazifik gibt, wie er als Buenaventura River seit dem späten 18. Jahrhundert in Landkarten eingezeichnet war. Auf dieser und anderen Expeditionen verübten er persönlich und seine Einheit eine Vielzahl von Massakern an der indianischen Bevölkerung. 

John C. Frémont setzt die US-Flagge in den Rocky Mountains

Nach der Eroberung Kaliforniens im Mexikanisch-Amerikanischen Krieg, an welchem er sich als Offizier einer Freiwilligen-Armee beteiligte, geriet er in einen Konflikt mit General Stephen W. Kearny und dem Kommodore Robert Field Stockton, die ihn beschuldigten, den Gehorsam verweigert und versucht zu haben, sich zum Gouverneur von Kalifornien zu machen.
Frémont wurde verhaftet und nach Washington, D.C. abgeführt, wo er vor ein Kriegsgericht gestellt und unehrenhaft aus der Armee entlassen wurde. Obwohl er vom Präsidenten James K. Polk begnadigt wurde, nahm er seinen Abschied und brach im Oktober 1848 abermals nach Westen auf, durchzog das Gebiet der Apachen und gelangte nach einer 300-tägigen Reise an das Flussufer des Sacramento River, wo er ein Stück Land in Mariposa kaufte. Kurz darauf wurden dort große Goldvorkommen entdeckt, die den Goldrausch in Kalifornien beflügelten und Frémont zu einem reichen Mann machten. Die Kalifornier wählten Frémont, der zu diesem Zeitpunkt noch den Demokraten angehörte, im Dezember 1849 als einen ihrer ersten zwei Senatoren in den Kongress. 1850 wurde er in die American Academy of Arts and Sciences gewählt.
1856 trat er als erster Präsidentschaftskandidat der gerade neu gegründeten Republikanischen Partei auf, unterlag jedoch dem Kandidaten der Demokraten, James Buchanan. Frémont behielt seinen Wohnsitz in Kalifornien und schrieb weitere Veröffentlichungen. 1860 wurde er für seine wissenschaftliche Arbeit in den preußischen Orden Pour le Mérite für Wissenschaft und Künste als ausländisches Mitglied aufgenommen.
Im Frühjahr 1861 wurde er im Sezessionskrieg zum Generalmajor der Nordstaaten ernannt, proklamierte aber eigenmächtig in Missouri das Kriegsrecht und gab die Sklaven bewaffneter Aufständischer frei, worauf er abberufen wurde. 1862 erhielt er erneut ein Kommando, wurde aber von Richard S. Ewell am 8. Juni 1862 in der Schlacht bei Cross Keys geschlagen und seitdem nicht mehr im aktiven Dienst verwendet. Bei den US-Präsidentschaftswahlen 1864 trat er parteiintern gegen Abraham Lincoln als Vertreter der kurzlebigen Radikalen Republikaner an, die Lincolns Kurs für zu kompromissvoll gegenüber den Südstaaten hielten. Im September 1864 schied er aus dem Wahlkampf aus. Nachdem er die Positionen des demokratischen Kandidaten George B. McClellan begutachtet hatte, erklärte er, dass es zu wichtig sei, den Bürgerkrieg zu gewinnen, als dass man Lincoln schaden dürfe.
Frémont war bei verschiedenen Eisenbahngesellschaften zur Pazifikküste beteiligt und wurde später von betrogenen französischen Aktionären verklagt und vom Pariser Tribunal – in Abwesenheit – wegen Escroquerie verurteilt, was dem deutschen Betrug entspricht. Seine finanzielle Situation verschlechterte sich derart, dass er sich in Washington D.C. um ein Amt bewerben musste. Von 1878 bis 1881 wurde er von Präsident Rutherford B. Hayes zum Gouverneur des Arizona-Territoriums ernannt und lebte später in New York City, wo er am 14. Juli 1890 in einem Hotel an Peritonitis starb.

## Ehrungen
- Ausländisches Mitglied des preußischen Ordens Pour le Mérite (Friedensklasse)[4]
- Ihm zu Ehren wurden die Gattungen Fremontodendron Coville aus der Pflanzenfamilie der Malvengewächse (Malvaceae) und Fremontia Torr. aus der Familie der Amaranthgewächse (Amaranthaceae) benannt.[5]
- Nach John C. Frémont wurden in den USA mehrere Orte benannt.
- Der Fremont Peak in der Wind River Range, den Frémont 1842 erstbestieg, wurde nach ihm benannt.
- Der Fremont Pass in Colorado nördlich von Leadville an der Grenze zwischen Lake County und Summit County wurde nach ihm als Entdecker benannt.
- Die Fremont Street in Downtown Las Vegas wurde nach ihm benannt.
- Die 8. US-Infanteriedivision bekam zu Ehren Frémonts den Spitznamen PATHFINDER DIVISION.

## Werke
- Report of the Exploring Expedition to the Rocky Mountains and to Oregon and North California (Project Gutenberg; ISBN 1-4179-0715-0)
- Memoirs of My Life and Times (American Libraries; ISBN 0-8154-1164-2)
- The exploring expedition to the Rocky Mountains, Oregon and California by Brevet Col. J.C. Fremont to which is added a description of the physical geography of California with recent notices of the gold region, from the latest and most authentic sources. Publishers: G. H. Derby Buffalo; Smith, Knight, Cleveland 1850

## Film
- Dream West – Das abenteuerliche Leben des John Charles Frémont (USA 1986) mit Richard Chamberlain